# Rally Islas Canarias de 2017
El Rally Islas Canarias de 2017 fue la edición 41.ª, la segunda ronda de la temporada 2017 del Campeonato de España de Rally y la segunda de la temporada 2017 del Campeonato de Europa de Rally. Se celebró del 4 al 6 de mayo y contó con un itinerario de doce tramos que suman un total de 207,29 km cronometrados. También fue puntuable para los certámenes europeos ERC 2, ERC 3, ERC Ladies, ERC Junior U27, ERC Junior U28, European Clio R3T y el Campeonato de Canarias de Rally.
El ruso Alexey Lukyanuk (Ford Fiesta R5) se adjudicó la victoria con casi un minuto de diferencia sobre el polaco Kajetan Kajetanowicz, segundo también con un Ford Fiesta R5 y el portugués Bruno Magalhães tercero con su Škoda Fabia R5. Magalhães se hizo con el primer puesto en el campeonato de España seguido de Iván Ares, que con su Hyundai i20 R5 fue además el primer español en la clasificación general, y Luis Monzón con Ford Fiesta R5. Monzón fue primero en el certamen canario con Armide Martín y Enrique Cruz segundo y tercero respectivamente. En el ERC 2 vencía el húngaro Tibor Érdi jr. (Mitsubishi Lancer Evo X); en el ERC 3 el británico Chris Ingram (Opel Adam R2) que también vencía en la categoría ERC Junior U27; en la ERC Junior U28 lo hacía Pepe López y en la European Clio R3T y en la ERC Ladies vencían los españoles Fran Cima y Emma Falcón respectivamente. 

## Itinerario
| Día   | Tramo | Nombre                           | Distancia | Hora  | Ganador              | Tiempo  | Líder                |
| ----- | ----- | -------------------------------- | --------- | ----- | -------------------- | ------- | -------------------- |
| Día 1 | TC1   | San Mateo 1                      | 25.13 km  | 10:48 | Alexey Lukyanuk      | 14:58.0 | Alexey Lukyanuk      |
| Día 1 | TC2   | Artenara                         | 14.79 km  | 11:41 | Alexey Lukyanuk      | 9:26.9  | Kajetan Kajetanowicz |
| Día 1 | TC3   | Lomo del Palo                    | 15.14 km  | 12:07 | Alexey Lukyanuk      | 9:18.8  | Alexey Lukyanuk      |
| Día 1 | TC4   | San Mateo 2                      | 25.13 km  | 15:09 | Alexey Lukyanuk      | 14:54.0 | Alexey Lukyanuk      |
| Día 1 | TC5   | Mirador de Altenara              | 14.38 km  | 16:02 | Alexey Lukyanuk      | 8:33.7  | Alexey Lukyanuk      |
| Día 1 | TC6   | Las Palmas de Gran Canaria (SSS) | 3.30 km   | 17:40 | Alexey Lukyanuk      | 2:16.1  | Alexey Lukyanuk      |
| Día 2 | TC7   | Moya 1                           | 25.20 km  | 10:28 | Alexey Lukyanuk      | 15:16.0 | Alexey Lukyanuk      |
| Día 2 | TC8   | Tejeda 1                         | 15.01 km  | 11:16 | Kajetan Kajetanowicz | 8:55.6  | Alexey Lukyanuk      |
| Día 2 | TC9   | Las Vallas 1                     | 14.50 km  | 12:04 | Alexey Lukyanuk      | 9:02.6  | Alexey Lukyanuk      |
| Día 2 | TC10  | Moya 2                           | 25.20 km  | 14:49 | Armide Martín        | 15:13.2 | Alexey Lukyanuk      |
| Día 2 | TC11  | Tejeda 2                         | 15.01 km  | 15:37 | Kajetan Kajetanowicz | 8:52.4  | Alexey Lukyanuk      |
| Día 2 | TC12  | Las Vallas 2                     | 14.50 km  | 16:25 | Alexey Lukyanuk      | 9:01.1  | Alexey Lukyanuk      |

## Clasificación final
| Pos.                 | Piloto                   | Copiloto                 | Automóvil              | Tiempo    | Diferencia |
| General              | General                  | General                  | General                | General   | General    |
| -------------------- | ------------------------ | ------------------------ | ---------------------- | --------- | ---------- |
| 1.                   | Alexey Lukyanuk          | Alexey Arnautov          | Ford Fiesta R5         | 2:06:01.8 | 0.0        |
| 2.                   | Kajetan Kajetanowicz     | Jaroslaw Baran           | Ford Fiesta R5         | 2:06:59.0 | +57.2      |
| 3.                   | Bruno Magalhães          | Hugo Magalhães           | Škoda Fabia R5         | 2:07:05.4 | +1:03.6    |
| 4.                   | Iván Ares                | José Antonio Pintor      | Hyundai i20 R5         | 2:07:17.2 | +1:15.4    |
| 5.                   | Luis Monzón              | José Carlos Déniz        | Ford Fiesta R5         | 2:07:30.5 | +1:28.7    |
| 6.                   | Pepe López               | Borja Rozada             | Peugeot 208 T16        | 2:07:35.6 | +1:33.8    |
| 7.                   | Cristian García Martínez | Eduardo González Delgado | Ford Fiesta R5         | 2:07:43.2 | +1:41.4    |
| 8.                   | Sylvain Michel           | Jérome Degout            | Škoda Fabia R5         | 2:07:45.5 | +1:43.7    |
| 9.                   | Armide Martín            | Pedro J. Domínguez       | Porsche 997 GT3 RS 3.8 | 2:07:53.1 | +1:51.3    |
| 10.                  | Bryan Bouffier           | Denis Giraudet           | Ford Fiesta R5         | 2:08:25.0 | +2:23.2    |
| Campeonato de Europa |                          |                          |                        |           |            |
| 1.                   | Alexey Lukyanuk          | Alexey Arnautov          | Ford Fiesta R5         | 2:06:01.8 | 0.0        |
| 2.                   | Kajetan Kajetanowicz     | Jaroslaw Baran           | Ford Fiesta R5         | 2:06:59.0 | +57.2      |
| 3.                   | Bruno Magalhães          | Hugo Magalhães           | Škoda Fabia R5         | 2:07:05.4 | 0.0        |
| 4.                   | Iván Ares                | José Antonio Pintor      | Hyundai i20 R5         | 2:07:17.2 | +11.8      |
| 5.                   | Luis Monzón              | José Carlos Déniz        | Ford Fiesta R5         | 2:07:30.5 |            |
| 6.                   | Pepe López               | Borja Rozada             | Peugeot 208 T16        | 2:07:35.6 | +1:33.8    |
| 7.                   | Cristian García Martínez | Eduardo González Delgado | Ford Fiesta R5         | 2:07:43.2 | +1:41.4    |
| 8.                   | Sylvain Michel           | Jérome Degout            | Škoda Fabia R5         | 2:07:45.5 | +1:43.7    |
| 9. (10.)             | Bryan Bouffier           | Denis Giraudet           | Ford Fiesta R5         | 2:08:25.0 | +2:23.2    |
| 10. (11.)            | Marijan Griebel          | Stefan Kopczyk           | Škoda Fabia R5         | 2:08:38.9 | +2:37.1    |
| Campeonato de España |                          |                          |                        |           |            |
| 1. (3.)              | Bruno Magalhães          | Hugo Magalhães           | Škoda Fabia R5         | 2:07:05.4 | 0.0        |
| 2. (4.)              | Iván Ares                | José Antonio Pintor      | Hyundai i20 R5         | 2:07:17.2 | +11.8      |
| 3. (5.)              | Luis Monzón              | José Carlos Déniz        | Ford Fiesta R5         | 2:07:30.5 | +25.1      |
| 4. (6.)              | Pepe López               | Borja Rozada             | Peugeot 208 T16        | 2:07:35.6 | +30.2      |
| 5. (7.)              | Cristian García Martínez | Eduardo González Delgado | Ford Fiesta R5         | 2:07:43.2 | +37.8      |
| 6. (9.)              | Armide Martín            | Pedro J. Domínguez       | Porsche 997 GT3 RS 3.8 | 2:07:53.1 | +47.7      |
| 7. (13.)             | Enrique Cruz             | Yeray Mújica             | Porsche 997 GT3 RS 3.8 | 2:09:19.2 | +2:13.8    |
| 8. (14.)             | Surhayen Pernía          | Carlos Del Barrio        | Hyundai i20 R5         | 2:09:48.8 | +2:43.4    |
| 9. (15.)             | Pedro Burgo              | Marcos Burgo             | Škoda Fabia R5         | 2:10:22.7 | +3:17.3    |
| 10. (18.)            | José Antonio Suárez      | Cándido Carrera          | Peugeot 208 T16        | 2:12:40.2 | +5:34.8    |